# エンゲリス
エーンゲリスまたはエンゲリス（ロシア語: Э́нгельс ロシア語発音: [ˈɛnɡʲɪlʲs]、ドイツ語: Engels）は、ロシア連邦サラトフ州に位置する都市。人口は23万5007人（2023年 推計値）。ヴォルガ川の東岸の港湾都市で、州都サラトフとはヴォルガ川を挟んで対岸に位置する。両市は1965年に架けられた橋で連絡している。
- 方位（北緯51度29分00秒 東経46度07分00秒 / 北緯51.48333度 東経46.11667度）

## 沿革

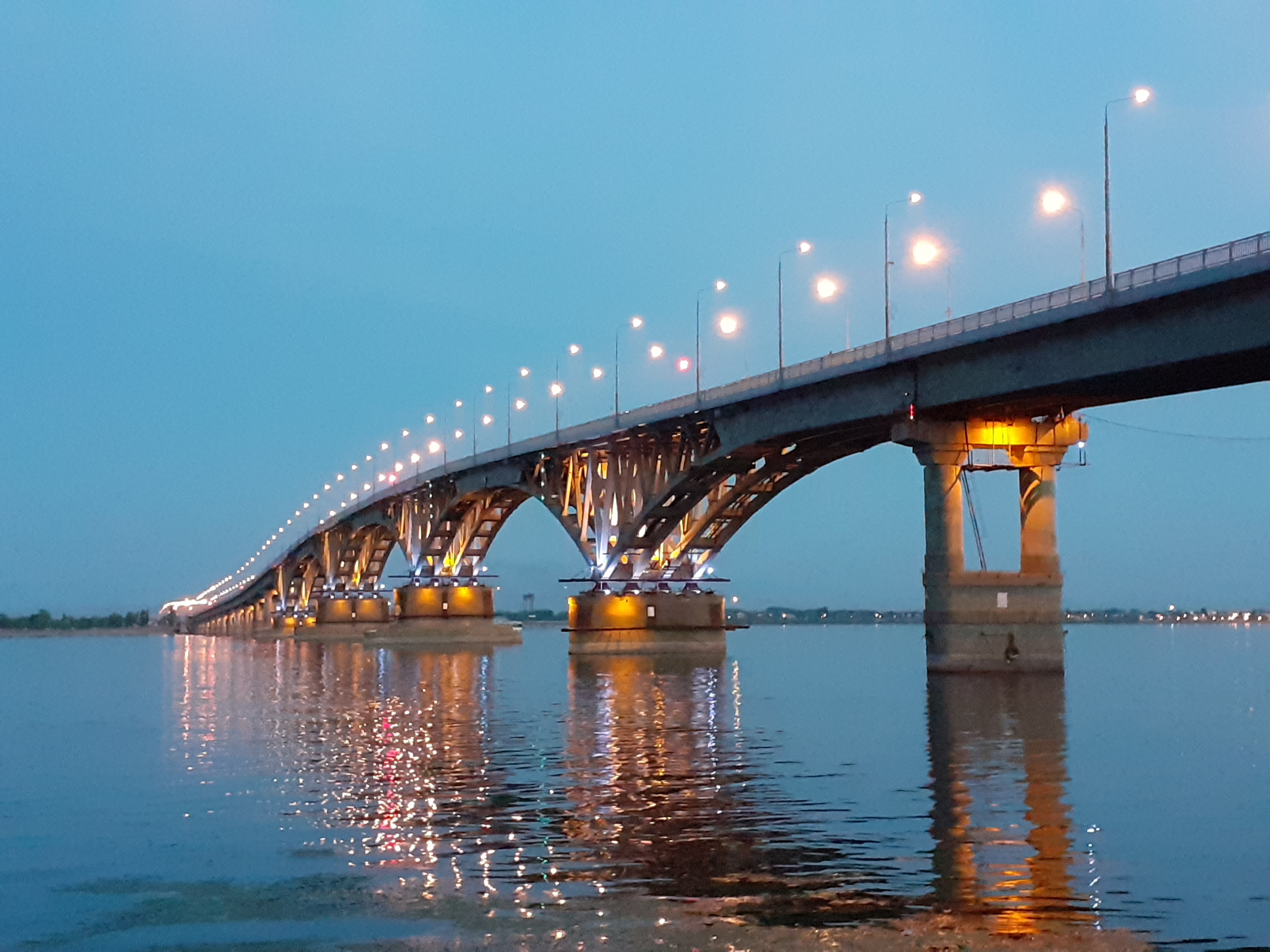
サラトフとエンゲリスを結ぶ橋

ロシア帝国により1747年に「ポクロフスカヤ・スロボダ（Покровская слобода）」としてウクライナ人入植者によって開礎されたが、ドイツ出身のエカチェリーナ2世の時代にドイツからの入植が推奨され、多くのドイツ人が入植し、ヴォルガ・ドイツ人文化の中心都市となっていた。1914年に都市の地位を得て「ポクロフスク（Покровск）」に改名される。ポクロフスクは、ドイツ人の間ではコザッケンシュタット（Kosakenstadt, 「コサックの町」）とも呼ばれた。
ソビエト連邦成立後の1924年、サラトフ州内にヴォルガ・ドイツ人自治ソヴィエト社会主義共和国が建国されると、その首都に昇格し、1931年にはエーンゲリスと改名された。その名称は、マルクス主義を大成させたドイツ人思想家、フリードリヒ・エンゲルスに由来する。しかし1941年6月22日の独ソ戦開戦により、同年8月にヨシフ・スターリン政権がヴォルガ・ドイツ人の強制移住とその自治共和国の廃止を決定したため、9月中にドイツ人は町から全て追い出された。その後、エンゲリス市は再びサラトフ州に組み込まれ、ロシア人やウクライナ人などのスラヴ系民族やタタール人が新たな住民となった。スターリン死後の1965年にヴォルガ・ドイツ人追放令は無効とされたが、その帰郷はソビエト連邦の崩壊などによってもほとんど進まず、現在でもロシア人が最も多く住む街となっている。
大規模な重化学工業のコンビナートや、ロシア空軍の戦略爆撃機部隊である第37航空軍の基地が所在している。

## 人口の推移
2002年全ロシア国勢調査によると、次の通りである。
- 1897年 - 022,000人
- 1959年 - 091,000人
- 1970年 - 130,000人
- 1977年 - 163,000人
- 1996年 - 187,400人
- 2002年 - 193,984人